# Frieda Duensing
Frieda Johanna Duensing (* 26. Juni 1864 in Diepholz; † 5. Januar 1921 in München) war eine deutsche Juristin und Leiterin der Sozialen Frauenschule in München. Sie war eine Wegbereiterin der Sozialen Arbeit und eine der ersten promovierten Frauen Deutschlands.

## Leben und Wirken

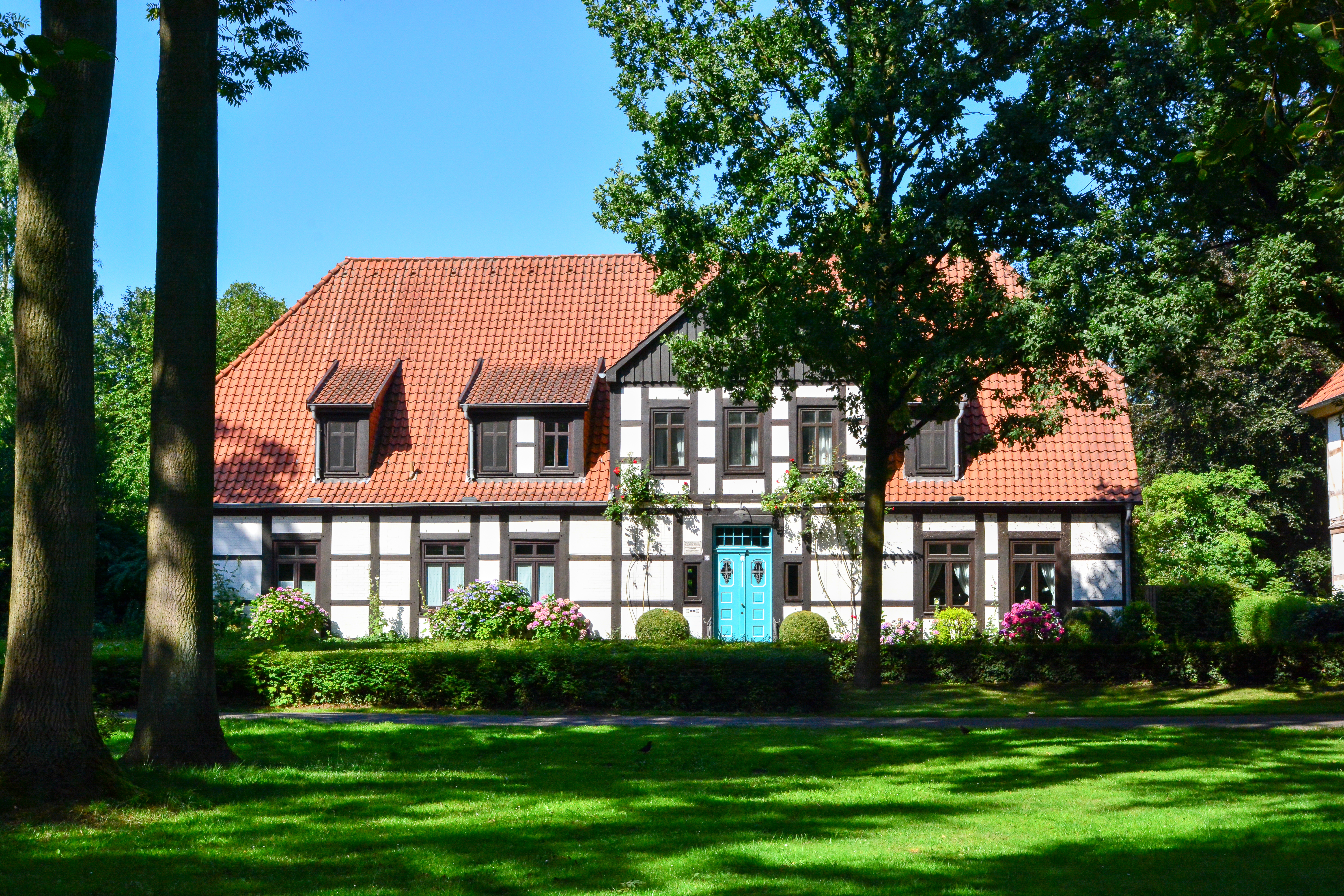
Ihr Geburtshaus in Diepholz

Frieda Duensing wurde als Tochter des Landesökonomierates Friedrich Duensing und der Sophie Friederike Dorothee Duensing, geborene Lehmann, geboren. Sie erhielt zunächst Privatunterricht, besuchte dann von 1875 bis 1878 die gehobene Bürgerschule und wechselte 1879 auf die höhere Töchterschule nach Hannover. Eigentlich wollte sie Schriftstellerin werden, absolvierte jedoch von 1880 bis 1884 eine Ausbildung am Lehrerinnenseminar in Hannover. Anschließend arbeitete Frieda Duensing mehrere Jahre als Erzieherin und Volksschullehrerin.
1894/95 reiste sie nach Paris, London und Edinburgh, um sich über pädagogische und soziale Entwicklungen dort zu informieren. Nach ihrer Rückkehr verbrachte sie einige Zeit bei der Mutter, die zwischenzeitlich nach Hannover gezogen war und dort eine Pension vorwiegend für junge Engländerinnen führte. 1896 ging Frieda Duensing nach München. Dort bereitete sie sich privat auf das Abitur vor. Im Oktober 1897 verließ sie die bayerische Residenzstadt, da sie in Zürich Jurisprudenz studieren wollte:
 Rechtskenntnisse, so nahm sie an, würden ihrer sozialreformerischen Tätigkeit zugute kommen und sie durchsetzungsfähiger machen, und sie würden eine Grundlage abgeben für eine theoretische Synthese des rationalen Geistes männlicher Gesetze mit der weiblichen Ethik.
1902 promovierte sie zum Dr. jur. Das Thema ihrer Doktorarbeit lautete: Die Verletzung der Fürsorgepflicht gegenüber Minderjährigen. Ein Versuch ihrer strafrechtlichen Bedeutung. In ihrer wissenschaftlichen Arbeit befasste sie sich mit der Vernachlässigung von Kindern und Jugendlichen und deren Misshandlungen und stellte Überlegungen an, in welchen Fällen mit strafrechtlichen Mitteln gegen die Eltern vorgegangen werden sollte.
Da Frieda Duensing nach ihrer Promotion zunächst keine Anstellung fand, übersiedelte sie nach Leipzig, um dort das vorbildliche System der Stadtkinderpflege... in praxi kennen zu lernen:
In Leipzig hatte sie Max Taubes System der Generalvormundschaft über alle unehelichen Kinder studiert. Sie erkannte die Vorzüge dieser Art der Vormundschaft an, bemerkte jedoch, daß die 'uneingeschränkte Einführung dieses Systems den Kommunen Preußens unmöglich gemacht (wurde) durch die Vorschrift des preußischen Ausführungsgesetzes zum Bürgerlichen Gesetzbuch, welche besagt, daß eine solche kommunal-behördliche Generalvormundschaft nur für diejenigen Minderjährigen eingerichtet werden kann, die im Wege der öffentlichen Armenfürsorge unterstützt werden' (Duensing 1905, S. 261). Da dabei nur ein Teil der Unehelichen erfaßt wurde, suchte Frieda Duensing nach einem anderen Weg, der Not dieser Kinder zu begegnen. Sie sah diesen Weg in der Einzelvormundschaft, auf deren Vorteile ihrer Ansicht nach verzichtet werden konnte.
Duensing befürwortete die Erziehung von außerehelichen Kindern als Staatszöglinge, auf dem Verbandstag fortschrittlicher Frauenvereine in Hamburg 1904.
1904 erreichte die Juristin ein Angebot von Hermann von Soden, dem Vorsitzenden des Vereins zum Schutz der Kinder vor Ausnutzung und Misshandlung in Berlin, für eine mit 3000 Mark besoldete Tätigkeit als Geschäftsführerin innerhalb der seit 1901 bestehenden Zentralstelle für Jugendfürsorge. Unter ihrer Federführung wurden 1907 der Deutsche Zentralverein und die Berliner Zentralstelle für Jugendfürsorge zur Deutschen Zentrale für Jugendfürsorge zusammengefasst. Im Rahmen ihrer Arbeit hatte sich Frieda Duensing vor allem auf dem Gebiet des weiblichen Vormundschafts- und Pflegewesen engagiert. In diesem Zusammenhang gründete sie zusammen mit Anna Pappritz den Verband für weibliche Vormundschaft. Darüber hinaus galt ihr Engagement psychisch erkrankten Kindern und Jugendlichen, die ihrer Ansicht nach nicht in Irrenanstalten eingeliefert, sondern vielmehr in therapeutischen Einrichtungen untergebracht werden sollten. Ferner hatte sie zwei eigene Vormundschaften übernommen, setzte sich für die Übernahme von Pflegekindern in Landfamilien ein und initiierte schließlich noch die Gründung des Vereins Landaufenthalt für Kinder.
Frieda Duensings wohl wichtigster Beitrag zur Kinder- und Jugendfürsorge war ihr Einsatz für die Jugendgerichtsbarkeit, die sie als nahezu ideale Form der Zusammenarbeit von Männern und Frauen im ‘großen sozialen Haushalt’ betrachtete. Nach sieben Jahren legte sie angesichts ihrer angegriffenen Gesundheit die Geschäftsführung nieder, blieb jedoch noch drei Jahre ehrenamtliches Präsidialmitglied und Abteilungsvorsitzende. Folgend unterrichtete sie das Fach Rechtskunde an der Sozialen Frauenschule in Berlin und unternahm zahlreiche Vortragsreisen ins In- und Ausland. Mit Wirkung vom 15. Juni 1919 ernannte man sie zur Direktorin der neu zu gründenden Sozialen Frauenschule in München, die vier Monate später eröffnet wurde.
Duensings Sozialarbeit diente nach ihren Worten vor allem der Abwehr eines „Sozialismus“ bzw. der „Sozialdemokratie“:

„Doppelt und dreifach gefährlich werden diese von außen her wirkenden Umstände ... Beide großen Strömungen haben sich durchdringend den Sozialismus als Zeichen unserer Zeit und, als seinen schärfsten Ausdruck, die Sozialdemokratie geschaffen. Sie, die politische Dolmetscherin dieser beiden großen Entwicklungsprozesse für die unteren Klassen, hat es bewirkt ... dass jene großen Zeit- und Streitfragen, ... in kleinste Münze umgesetzt, in jedermanns Bewußtsein übergegangen sind und dort ihre ... verhängnisvolle Wirkung getan haben. Was in den Seelen der Männer und Frauen der unteren Volksschichten ... glüht und nagt und bohrt - w i e, w a n n es einmal als gewaltige Sturzwelle zu Tage treten wird, wissen wir nicht. ... Aber wir ... behaupten, dass die schlimmen Wirkungen ... am schwersten... auf die Jugend niederfallen.“

## Ehrungen
- Dr.-Frieda-Duensing-Straße in Diepholz
- Frieda-Duensing-Weg in Hannover

## Werke (Auswahl)
- Die Verletzung der Fürsorgepflicht gegenüber Minderjährigen. Ein Versuch zu ihrer strafrechtlichen Behandlung. Zürich 1903
- Vormündernot und weibliche Vormundschaft. In: Die Frau, 1905, H. 5, S. 257–265
- Zwei Verhandlungen über das Preußische Fürsorgeerziehungswesen. In: Die Frau H. 4, S. 212–224
- Im Dienst der sozialen Hilfsarbeit. München 1912
- Handbuch für Jugendpflege. Hermann Beyer, Langensalza 1912–1913